# Bailey (Észak-Karolina)
Bailey város az USA Észak-Karolina államában, Nash megyében. Lakosainak száma 568 fő (2020. április 1.).

## Népesség
A település népességének változása:

| 2010 | 569 |
| 2020 | 568 |